# Язьвіни (гміна Пілява)
Язьвіни (пол. Jaźwiny) — село в Польщі, у гміні Пілява Ґарволінського повіту Мазовецького воєводства.
Населення — 506 осіб (2011).
У 1975-1998 роках село належало до Седлецького воєводства.

## Демографія
Демографічна структура станом на 31 березня 2011 року:
|          | Загалом | Допрацездатний вік | Працездатний вік | Постпрацездатний вік |
| -------- | ------- | ------------------ | ---------------- | -------------------- |
| Чоловіки | 248     | 51                 | 164              | 33                   |
| Жінки    | 258     | 52                 | 151              | 55                   |
| Разом    | 506     | 103                | 315              | 88                   |